# Тогодумн
Тогодумн (лат. Togodumnus, пом. 43) — король британського племені катувеллаунів під час римського завоювання. Він, імовірно, може бути ототожнений з легендарним британським королем Ґвідерієм (лат. Guiderius).
Вів боротьбу проти римлян разом зі своїм братом, але був убитий ще на початку кампанії. Тим не менш, існує твердження, що він став на бік римлян і був ні ким іншим як королем Тіберієм Клавдієм Когідубнієм, справжнім ім'ям якого, можливо, було Тогідубн (Togidubnus) або Тогодумн (Togodumnus).

## Життя
Тогодумн відомий лише завдяки Історії Риму Діо Кассія, згідно з якою він був сином Кунобеліна Він, напевно, став наступником свого батька на царювання над катувеллаунами, які були домінуючим царством на південному сході Англії в той час. Їх територія включала землі низки інших країн, включаючи своїх сусідів триновантів, і, можливо, добуннів й далі на захід.
У нього було двоє братів: Адміній і Каратак. Адміній контролював кантіїв, але був вигнаний з Англії в 40 році н. е. знайшовши притулок у імператора Калігули. Калігула планував вторгнення до Британії у відповідь, але відклав його.
На підставі знайдених монет можна стверджувати, що Каратак, слідуючи по стопах свого дядька Епатіка, завершив завоювання атребатів — основних конкурентів катувеллаунів на початку 40-х років. Атребатський король Веріка втік до Риму і дав новому імператору Клавдію привід завоювати Англію в 43 році.

## Смерть
За словами Діо Кассія, Тогодумн поряд із Каратаком чинив опір вторгненню римлян, але був убитий після битви на Темзі. Римський полководець Авл Плавцій після битви на Темзі закликав Клавдія приєднатися до нього для остаточного походу на столицю катувеллаунів — Камулодун (Camulodunum, суч. Колчестер). Діо Кассій каже, що до цього призвів запеклий опір британців римлянам, бо вони жадали помсти за Тогодумна, і Плавцію потрібна була допомога імператора, щоб завершити завоювання. Намагаючись не допустити захоплення власної столиці Каратак зібравши потужніші сили дав нову битву Авлу Плавцію. Спочатку успіх був на стороні кельтів і лише рішучі дії легата Веспасіана (майбутнього імператора) дозволили розбити Каратака. Після цього було захоплено Камулодун.
Каратак відступив у землі кельтського племені сілурів. Тут він продовжував боротьбу з римлянами, поки у 50 році не був розбитий римським військовиком Осторієм Скапулою. Каратак втік на північ — до племені бригантів, сподіваючись підняти останніх на боротьбу з римлянами. Втім їх правителька Картімандуя наказала схопити й видати Каратака римлянам.
Після цього у 51 році Каратака провели у тріумфі імператора Клавдія. Після цього Каратаку та його родині була надана свобода. З цього моменту він мешкав у Римі, де й помер.

## Тогідубн (Togidubnus) і Тогодумн (Togodumnus)
Тацит згадує короля, який правив над кількома територіями як вірний союзник Риму в другій половині першого століття, якого називає Когідумній в більшості рукописів, але ще й Тогідумном в одному пошкодженому написі, назвавши його «..gidubnus», королем в Чичестері.. Подібність навів також Баррі Канліфф з Оксфордського Університету, припустивши, що вони можуть бути однією й тією людиною. Джон Хінд стверджує, що Діо Кассій помилково вказав, що Тогодумн загинув у битві на Темзі, що грецьке слово φθαρεντὸς — «загиблий», могло бути неправильно перекладене Діо Кассієм з більш неоднозначного латинського слова amisso — «втрачений» в одному зі своїх гіпотетичних джерел, що насправді Тогодумн був переможений, а не вбитий, і що британці хотіли помститися за поразку, а не за його смерть. Він також припускає, що Тогодумн, пішовши до римлян, був призначений ними як дружній король над територіями регніїв, атребатів, белгів і добуннів, які були лояльними до короля, посилається Тацит.